# Campeonato Mundial de Atletismo Júnior de 2014 - Salto em altura masculino
A prova do salto em altura masculino do Campeonato Mundial de Atletismo Júnior de 2014 ocorreu entre os  dias 23 e 25 de julho em Eugene, nos Estados Unidos. 

## Recordes
Antes desta competição, os recordes mundiais e do campeonato nesta prova eram os seguintes:
|     | Nome                       | Nacionalidade            | Altura | Local        | Data                                        |
| --- | -------------------------- | ------------------------ | ------ | ------------ | ------------------------------------------- |
| WJR | Dragutin Topić Steve Smith | Iugoslávia · Reino Unido | 2.37 m | Plovdiv Seul | 12 de agosto de 1990 20 de setembro de 1992 |
| CR  | Dragutin Topić Steve Smith | Iugoslávia · Reino Unido | 2.37 m | Plovdiv Seul | 12 de agosto de 1990 20 de setembro de 1992 |

## Medalhistas
| Ouro                   | Prata                 | Bronze              |
| Mikhail Akimenko (RUS) | Dzmitry Nabokau (BLR) | Woo Sanghyeok (KOR) |

## Cronograma
Todos os horários são locais (UTC-7).
| Data        | Hora  | Evento       |
| ----------- | ----- | ------------ |
| 23 de julho | 18:15 | Qualificação |
| 25 de julho | 18:30 | Final        |

## Resultados

### Qualificação
Qualificação: 2,19 m (Q) ou pelo menos melhor 12 qualificado (q) 
Grupo A
| Posição | Atleta                | Nacionalidade  | Tentativas | Tentativas | Tentativas | Tentativas | Tentativas | Tentativas | Resultados | Notas |
| Posição | Atleta                | Nacionalidade  | 2.00       | 2.05       | 2.10       | 2.14       | 2.17       | 2.19       | Resultados | Notas |
| ------- | --------------------- | -------------- | ---------- | ---------- | ---------- | ---------- | ---------- | ---------- | ---------- | ----- |
| 1       | Mikhail Akimenko      | Rússia         | o          | o          | o          | o          |            |            | 2.14       | q     |
| 1       | Joel Baden            | Austrália      | -          | o          | o          | o          |            |            | 2.14       | q     |
| 1       | Tobias Potye          | Alemanha       | o          | o          | o          | o          |            |            | 2.14       | q     |
| 4       | Christoff Bryan       | Jamaica        | -          | o          | xo         | o          |            |            | 2.14       | q     |
| 5       | Andrei Skabeika       | Bielorrússia   | o          | o          | xo         | xo         |            |            | 2.14       | q     |
| 6       | Yu Nakazawa           | Japão          | o          | xo         | xo         | xxo        |            |            | 2.14       | q     |
| 7       | Yeóryios Tessaromátis | Grécia         | -          | o          | o          | xxx        |            |            | 2.10       | q     |
| 8       | Rory Dwyer            | Reino Unido    | o          | xo         | xxo        | xxx        |            |            | 2.10       |       |
| 9       | Damian Nowicki        | Polónia        | o          | o          | xxx        |            |            |            | 2.05       |       |
| 10      | Landon Bartel         | Estados Unidos | xxo        | xo         | xxx        |            |            |            | 2.05       |       |
| 11      | Alperen Acet          | Turquia        | o          | xxx        |            |            |            |            | 2.00       |       |
| 11      | Tiaan Steenkamp       | África do Sul  | o          | xxx        |            |            |            |            | 2.00       |       |
| 12      | Arturo Abascal        | México         | -          | -          | xxx        |            |            |            | NM         |       |

Grupo B
| Posição | Atleta                  | Nacionalidade  | Tentativas | Tentativas | Tentativas | Tentativas | Tentativas | Tentativas | Resultados | Notas                |
| Posição | Atleta                  | Nacionalidade  | 2.00       | 2.05       | 2.10       | 2.14       | 2.17       | 2.19       | Resultados | Notas                |
| ------- | ----------------------- | -------------- | ---------- | ---------- | ---------- | ---------- | ---------- | ---------- | ---------- | -------------------- |
| 1       | Danil Lysenko           | Rússia         | o          | o          | o          | o          |            |            | 2.14       | q                    |
| 1       | Falk Wendrich           | Alemanha       | o          | o          | o          | o          |            |            | 2.14       | q                    |
| 1       | Woo Sanghyeok           | Coreia do Sul  | -          | o          | -          | o          |            |            | 2.14       | q                    |
| 4       | Chris Kandu             | Reino Unido    | -          | -          | o          | xxo        |            |            | 2.14       | q                    |
| 4       | Dmitri Nabokau          | Bielorrússia   | o          | o          | o          | xxo        |            |            | 2.14       | q                    |
| 6       | Clayton Brown           | Jamaica        | -          | o          | o          | xxx        |            |            | 2.10       | q                    |
| 7       | Jonathan Wells          | Estados Unidos | -          | o          | xo         | xxx        |            |            | 2.10       | Recorde da temporada |
| 8       | Victor Korst            | Portugal       | o          | o          | xxo        | xxx        |            |            | 2.10       |                      |
| 9       | Fabian Delryd           | Suécia         | xo         | o          | xxo        | xxx        |            |            | 2.10       |                      |
| 10      | Petr Pícha              | Chéquia        | o          | xxo        | xxx        |            |            |            | 2.05       |                      |
| 11      | Daisuke Nakajima        | Japão          | o          | xxx        |            |            |            |            | 2.00       |                      |
| 12      | Yojan Chaverra          | Colômbia       | -          | xxx        |            |            |            |            | NM         |                      |
| 13      | Federico Ayres da Motta | Itália         | xxx        |            |            |            |            |            | NM         |                      |

### Final
A prova final foi realizada no dia 25 de julho às 18:30. 
| Posição           | Atleta                | Nacionalidade | Tentativas | Tentativas | Tentativas | Tentativas | Tentativas | Tentativas | Tentativas | Tentativas | Resultados | Notas                |
| Posição           | Atleta                | Nacionalidade | 2.05       | 2.10       | 2.14       | 2.17       | 2.20       | 2.22       | 2.24       | 2.26       | Resultados | Notas                |
| ----------------- | --------------------- | ------------- | ---------- | ---------- | ---------- | ---------- | ---------- | ---------- | ---------- | ---------- | ---------- | -------------------- |
| Medalha de ouro   | Mikhail Akimenko      | Rússia        | o          | o          | o          | o          | o          | o          | xo         | xxx        | 2.24       | Recorde pessoal      |
| Medalha de prata  | Dmitri Nabokau        | Bielorrússia  | o          | xxo        | o          | o          | o          | xxo        | xo         | xxx        | 2.24       | Recorde pessoal      |
| Medalha de bronze | Woo Sanghyeok         | Coreia do Sul | -          | o          | o          | o          | xo         | xo         | xxo        | xxx        | 2.24       | Recorde pessoal      |
| 4                 | Christoff Bryan       | Jamaica       | o          | xo         | o          | xo         | o          | xo         | xxo        | xxx        | 2.24       | Recorde pessoal      |
| 5                 | Falk Wendrich         | Alemanha      | o          | o          | o          | o          | o          | xxo        | xxx        |            | 2.22       | Recorde da temporada |
| 6                 | Danil Lysenko         | Rússia        | o          | o          | o          | xo         | o          | xxo        | xxx        |            | 2.22       |                      |
| 7                 | Chris Kandu           | Reino Unido   | -          | o          | o          | o          | o          | -          | xxx        |            | 2.20       |                      |
| 8                 | Joel Baden            | Austrália     | -          | o          | o          | o          | xxx        |            |            |            | 2.17       |                      |
| 9                 | Tobias Potye          | Alemanha      | o          | xo         | xo         | o          | xxx        |            |            |            | 2.17       |                      |
| 10                | Clayton Brown         | Jamaica       | xo         | xxo        | xo         | xxo        | xxx        |            |            |            | 2.17       | Recorde pessoal      |
| 11                | Andrei Skabeika       | Bielorrússia  | o          | o          | xxx        |            |            |            |            |            | 2.10       |                      |
| 11                | Yeóryios Tessaromátis | Grécia        | o          | o          | xxx        |            |            |            |            |            | 2.10       |                      |
| 13                | Yu Nakazawa           | Japão         | xxo        | xxx        |            |            |            |            |            |            | 2.05       |                      |

Legenda
| Recorde mundial       | Recorde mundial (World record)               |                       | Recorde africano                      | Recorde africano (African) |                                           | Q | Classificado por posição (Qualified) |
| Recorde do campeonato | Recorde do campeonato (Championship record)  | Recorde da América    | Recorde da América (Americas)         | q                          | Classificado por melhor tempo (Qualified) |   |                                      |
| Melhor marca do ano   | Melhor marca do ano (World leading)          | Recorde asiático      | Recorde asiático (Asian)              | DNS                        | Não largou (Did not start)                |   |                                      |
| Recorde nacional      | Recorde nacional (National record)           | Recorde europeu       | Recorde europeu (European)            | DNF                        | Não terminou (Did not finish)             |   |                                      |
| Recorde pessoal       | Recorde pessoal do atleta (Personal best)    | Recorde da Oceania    | Recorde da Oceania (Oceania)          | DSQ / DQ                   | Desclassificado (Disqualified)            |   |                                      |
| Recorde da temporada  | Recorde da temporada do atleta (Season best) | Recorde sul-americano | Recorde sul-americano (South America) | NM                         | Sem marca (No mark)                       |   |                                      |